# Anna Blake Mezquida
Pour les articles homonymes, voir Blake et Mezquida.
Anna Blake Mezquida née le 1er septembre 1883 à San Francisco et morte le 12 mars 1965 est une romancière, poétesse et journaliste américaine.

## Biographie
Elle est la fille de Maurice B. Blake et de Martha Eastman Blake. L'oncle de son père, Maurice Carey Blake, est un avocat et a été maire de San Francisco pendant un mandat peu avant la naissance d'Anna.
En 1911, Anna Blake épouse Mateo M. Mezquida, un Espagnol qui travaille dans l'importation. Elle devient veuve en 1928. Elle survit à un accident de voiture en 1933, avec cependant graves séquelles. Elle doit porter un appareil de maintien du dos pendant des années après cet accident. Ses archives se trouvent à la bibliothèque Bancroft à Berkeley.

### Carrière
Anna Blake commence à écrire des poèmes alors qu'elle est encore une petite fille. En 1915, elle écrit les paroles de l'hymne de l'exposition universelle de 1915 aussi connue sous le nom de Panama-Pacific : The Wondrous Exposition. Un recueil de ses poèmes intitulé  A-Gypsying est publié en 1922. Anna écrit aussi des nouvelles et des articles pour des magazines à publication nationale,. Elle écrit aussi des scénarios pour des pièces jouées à la radio et des scénarios adaptés de ses romans pour des films.
En 1924, elle se rend dans le comté de Mendocino pour faire un reportage sur l'industrie du bois. Pendant la seconde Guerre mondiale, Anna travaille pour le Bureau de censure américain (United States Office of Censorship) et pour l'Unité d'analyse des messages (Message Analysis Unit). Elle est la présidente de la section de la région pacifique de la Ligue nationale des femmes de lettres américaines (National League of American Pen Women). Pendant les dernières années de sa vie, elle donne des cours d'écriture à l'Association des jeunes femmes catholiques de San Francisco.

## Témoignage sur le tremblement de terre de San Francisco de 1906
Les lettres qu'elle écrivit après le tremblement de terre de San Francisco de 1906 sont conservées précieusement parce que ce sont des témoignages poignant des conséquences de cet événement historique par une personne qui l'a directement vécu. Recueillie dans un hôpital de la ville, elle fut ensuite transférée dans le quartier surpeuplé aménagé pour accueillir les réfugiés dans la zone du parc et du fort du Presidio. Elle décrivit par écrit ses peurs et ce qu'elle vécut :
« La première semaine dans cet endroit fut comme une semaine à  Libby (la prison). Nous étions plus de cent entassés dans une même pièce d'une baraque. Nous y trouvions des femmes riches et des femmes pauvres, blanches, jaunes et noires, en provenance de tous les quartiers de la ville. C'était impossible de tenir cet endroit propre. Il n'y avait pas de chauffage, très peu de nourriture et à peine assez d'eau. Nous n'avions pas le droit de communiquer avec l'extérieur : des gardes surveillaient le camp jour et nuit. Personne ne pouvait entrer à part des prêtres, des religieuses et ceux qui avaient un insigne de la croix rouge. ».